# خبرنگار جنگ

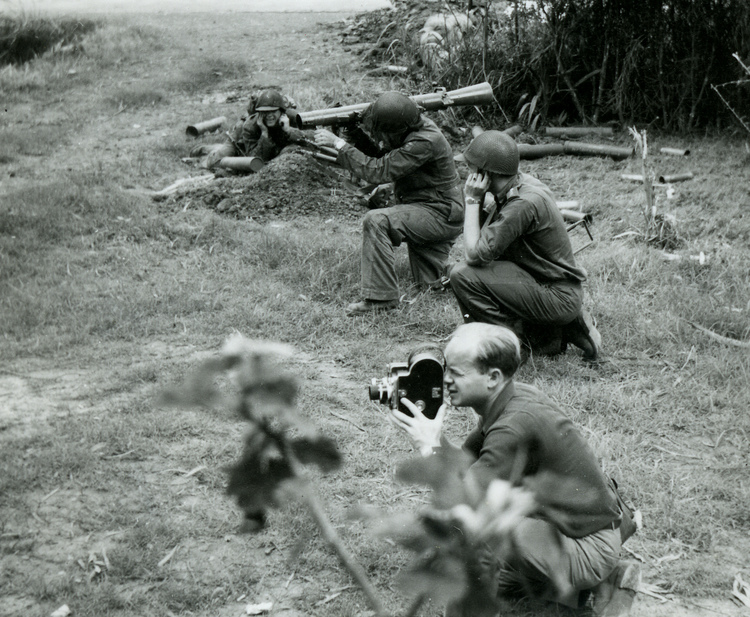

خبرنگار جنگ (انگلیسی: War correspondent) روزنامه‌نگاری است که گزارش‌ها و اخبار دست‌اول مناطق جنگی را مخابره می‌کند. در قرن نوزدهم، به این نوع خبرنگاری، خبرنگاری ویژه گفته می‌شد. برای خبرنگار جنگ بودن، نیاز است خبرنگار در مناطق جنگ‌زده حضور پیدا کند و برای تهیه گزارش، عکس و فیلم، به اندازه کافی به صحنه نبرد نزدیک شود؛ بنابراین، خبرنگاری جنگ یکی از خطرناک‌ترین حیطه‌های روزنامه‌نگاری به‌حساب می‌آید. از سوی دیگر، پوشش اخبار و حوادث جنگ به دست یک خبرنگار، برای او موفقیت و اعتبار فراوانی به‌بار می‌آورد. تیراژ و فروش روزنامه‌ها در دوران جنگ، بالا می‌رود و مخاطبان اخبار تلویزیونی افزایش می‌یابند. گاهی، سازمان‌های خبری، متهم به نظامی‌گری می‌شوند چراکه منافع فراوانی از درگیری‌ها و جنگ به‌دست می‌آورند.
تنها برخی از درگیری‌ها در جهان، از پوشش رسانه‌ای گسترده برخوردار می‌شوند. در میان جنگ‌های سده اخیر، جنگ کوزوو و جنگ خلیج فارس از پوشش گسترده‌ای برخوردار شدند. با این‌همه، بسیاری از نبردهای رخ‌داده در جهان سوم، به دلیل علاقه‌مند نبودن رسانه‌ها، کمتر پوشش داده می‌شوند و نبود زیرساخت‌های لازم، باعث می‌شود تهیه گزارش از این نزاع‌ها، گران‌تر و دشوارتر شود و درگیری‌ها نیز امروزه، برای خبرنگاران جنگی، خطرناک‌تر از پیش شده‌اند.

## خبرنگاران مشهور جنگی

### در ایران
از خبرنگاران جنگی مشهور ایرانی می‌توان به رضا دقتی، کاوه گلستان، کریستین امان‌پور ، غلامرضا رهبر و مرتضی آوینی اشاره کرد.
محمود صارمی از خبرنگاران ایرانی بود که در افغانستان توسط طالبان کشته شد.

### در آمریکا
ماری‌کالوین یکی از مشهورترین خبرنگاران جنگی آمریکایی است. او یک چشم خود را در همین راه از دست داد.